# Robert Schumburg
Robert Julius Herman Schumburg, född 6 april 1848 i Pritzwalk, Tyskland, död 14 november 1933 i Stockholm, var en tysk-svensk grosshandlare, portugisisk konsul, litograf och tecknare.

## Biografi

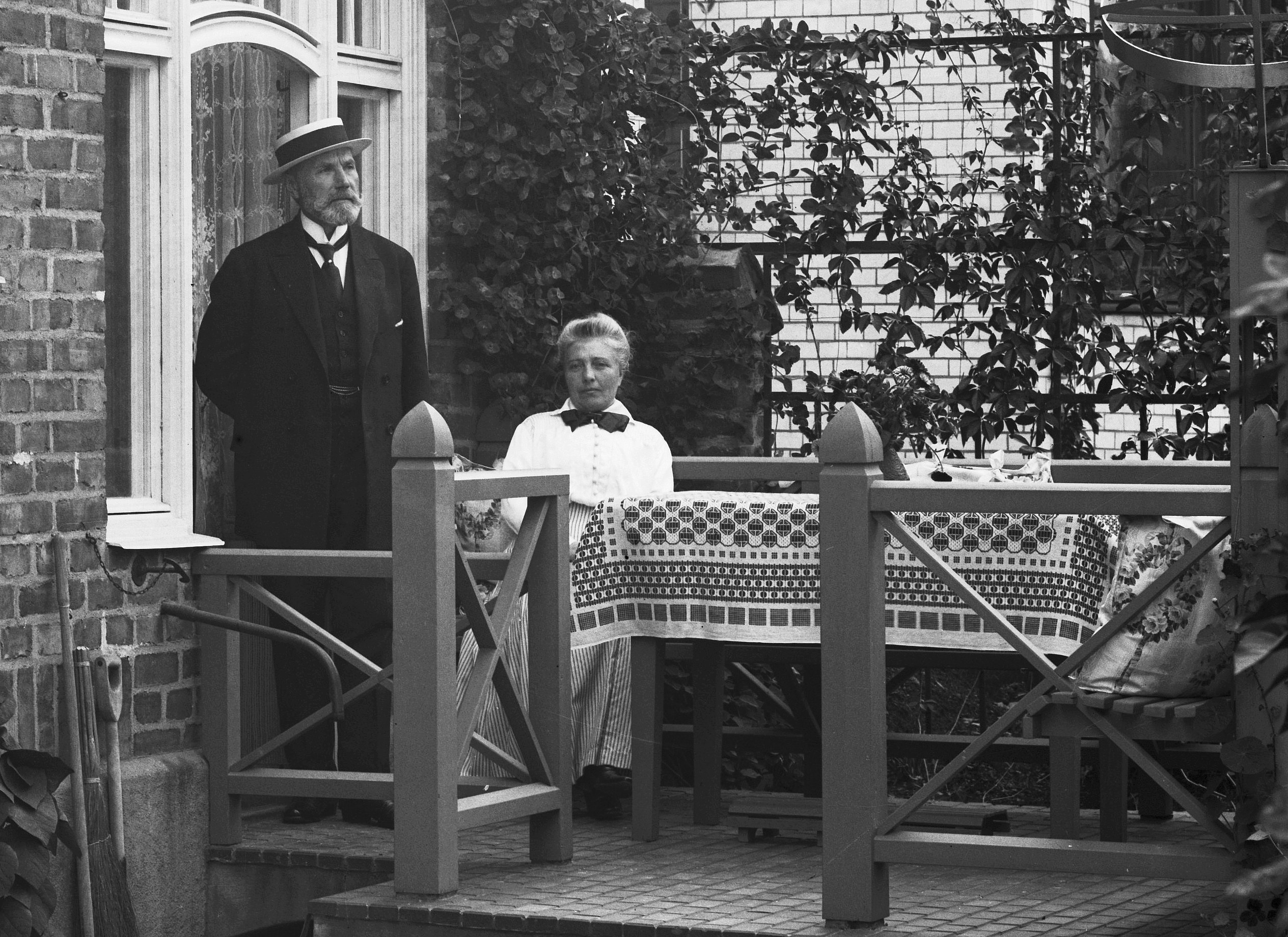
Robert Schumburg med hustru Martha i trädgården på stadsvillan Piplärkan 12.

Han var son till fabriksägaren Johan August Schumburg och Marie Barthel och gift första gången från 1878 med Agnes Eugenia Victoria Hill och andra gången från 1911 med Martha Elisabeth Fredrika Giesecke, samt bror till August Schumburg. Han kom via sin brors förmedling till Sverige 1862 och studerade vid Konstakademien 1864–1867 och blev därefter anställd som föreståndare för Järnvägsstyrelsens biljettryckeri. 
Eftersom han envisades med att bära vit väst på jobbet blev han avskedad eftersom hans överordnade ansåg att han var för elegant klädd för sin tjänsteställning. Han öppnade ett litografiskt tryckeri i Uppsala 1877 som han drev fram till 1883 och var därefter verksam i den Hillska firman och ägnade sig i fortsättningen med grosshandel. Han var bosatt i Sjuvilla nr 7 i Saltsjöbaden och efter 1915 i fastigheten Piplärkan 12 i Lärkstaden. Schumburg är representerad vid Nationalmuseum i Stockholm.